# 大聖寺藩
大聖寺藩（日语：／ Daishōji-han */?）是日本加賀國江沼郡大聖寺的藩，寬永16年6月20日（1639年7月20日）創藩，明治4年7月14日（1871年8月29日）廢藩，為加賀藩的支藩，石高在高峰期達100,000石，實高是83,772石3升3合。
藩廳是大聖寺藩邸，藩校創建於天保11年（1840年）正月，最初稱為學問所，安政元年（1855年）11月改稱時習館，安政4年5月23日（1857年6月14日）改作文學校使用，並且新設武學校有備館，明治2年（1869年）於時習館內設置洋學的薰正館、漢學的達材舍、成德舍（其後改名為溫知舍）、朗讀和書法的啓蒙舍，並且增設以西式軍訓為目的的操練所，附設兵學舍，統稱為藩學校。菩提寺是實性院。
人口根據《御郡所筆記》記載在享保6年（1721年）時是江沼郡23,433人，能美郡1,367人，總共24,800人，天保末年根據《江沼志稿》記載，撇除6歲以下的小孩、藩士以及大聖寺町的人口後是4,181戶21,260人，根據《石川縣史料》記載在明治5年（1872年）時的人口是11,635戶57,207人，《藩制一覽》則記載是55,915戶58,736人。武家屋敷方面，江戶藩邸上屋敷設於池之端本鄉茅町，中屋敷設於下谷池之端七軒町，下屋敷則設於駒込千駄木，藏屋敷設於土佐堀一丁目。

## 歷史
寬永16年6月20日（1639年7月20日），加賀藩藩主前田利常隱居，由嫡子前田光高繼任，同時分別分知100,000石和70,000石予次子前田利次以及三子前田利治，前者是越中富山藩，後者即大聖寺藩，領地是除了那谷村以外的加賀國江沼郡全域以及越中國新川郡的一部分。萬治3年（1660年）8月，大聖寺藩與加賀藩交換領地，以新川郡的領地換取加賀國能美郡6村以及江沼郡那谷村，總共約4,302石，從而在江沼郡形成一圓知行。寬文4年（1664年），大聖寺藩在《寬文印知》中的領地是江沼郡全域134村約65,731石以及能美郡6村約4,302石，總共70,000石。貞享元年（1684年），大聖寺藩開墾的新田達11,866石。
元祿5年7月9日（1692年8月20日），前田利直繼位，他新田分知10,000石予其弟前田利昌，即大聖寺新田藩。利昌最初定居於大聖寺城下西北邊的荻生村，其後轉移至城下新町。翌年7月14日（1693年8月15日），大聖寺藩邸毀於火災。元祿14年（1701年），利直下令讓自利治起的三代家老神谷守政隱居，並且提拔村井主殿，引起兩派對立，從而導致元祿騷動爆發。寶永元年11月6日（1704年12月2日），利直轉移至新建的藩邸。寶永6年2月16日（1709年3月26日），利昌在寬永寺舉行江戶幕府將軍德川綱吉的法會時於吉祥院的宿坊刺殺大和柳本藩藩主織田秀親，其後利昌被山城淀藩藩主石川義孝拘留，同年2月18日（3月28日）切腹，其領有10,000石的歸還予利直。
寶永7年2月27日（1710年3月26日），村井主殿由於挪用公款而被下令切腹。正德2年10月4日（1712年11月2日），領內百姓由於失收而發起一揆，為當時北陸地方最大規模的全藩一揆。翌年8月27日（1713年10月16日）守政之子家老神谷守應在與村井派的黨爭中被迫承擔一揆的責任而回到加賀藩。延享3年（1746年），大聖寺藩開墾出約1,851石的新田。寶曆6年（1756年），弓波村爆發一揆。安永9年11月18日（1780年12月13日），成功預先阻止毛合村爆發一揆。天明2年5月4日（1782年6月14日），藩主前田利精由於在替其父前田利道服喪期間於江戶的遊廓遊玩又與無賴爭執而被加賀藩藩主前田治脩強行隱居，由利精之弟前田利物繼任。
文政4年12月27日（1822年1月19日），藩主前田利之在加賀藩藩主前田齊廣的要求下，以領地70,000石、新田10,000石和加賀藩提供的藏米20,000俵（實際是金300兩）的名義向江戶幕府申請調整石高至100,000石獲准，此舉反而讓原本財困的大聖寺藩雪上加霜。前田利平接任藩主後曾經向加賀藩提出將石高減回70,000石，並且將不必要的居館和家傳之寶處理掉，然而未獲批准。其後的三代藩主均是加賀藩藩主前田齊泰之子，其中前田利行在尚未繼位前便於安政2年5月18日（1855年7月1日）死去，為免被改易而保密，直至同年10月29日（12月8日）才由前田利鬯繼位。
鳥羽伏見之戰時，大聖寺藩原本打算出兵佐幕，然而在得知幕府戰敗後便歸順朝廷。其後，大聖寺藩迎接北陸道鎮撫總督高倉永祜，並且在北越戰爭中提供彈樂以及於戰後派兵駐守。明治2年（1869年）3月，由大聖寺藩出資興建的蒸汽船開始在琵琶湖上航行，這是日本第一艘在琵琶湖上航行的蒸汽船。同年5月1日（6月10日），大聖寺藩與加賀藩一同創立兵庫製鐵所。同年6月，大聖寺藩為了籌措北越戰爭的軍費而偽造貨幣（パトロン事件）。明治4年7月14日（1871年8月29日），廢藩置縣，大聖寺藩變為大聖寺縣。同年11月20日（1871年12月31日），大聖寺縣劃入金澤縣。同年11月24日（1872年1月4日），就整理大聖寺藩的負債問題而爆發一揆，稱為蓑蟲一揆（みの虫一揆）。

## 歷任藩主
| 家名   | 家格 | 名稱     | 石高                | 領地                                            |
| ------ | ---- | -------- | ------------------- | ----------------------------------------------- |
| 前田家 | 外樣 | 前田利治 | 70,000石            | 加賀國江沼郡 越中國新川郡                       |
| 前田家 | 外樣 | 前田利明 | 70,000石            | 加賀國江沼郡 越中國新川郡↓ 加賀國江沼郡和能美郡 |
| 前田家 | 外樣 | 前田利直 | 70,000石            | 加賀國江沼郡和能美郡                            |
| 前田家 | 外樣 | 前田利章 | 70,000石            | 加賀國江沼郡和能美郡                            |
| 前田家 | 外樣 | 前田利道 | 70,000石            | 加賀國江沼郡和能美郡                            |
| 前田家 | 外樣 | 前田利精 | 70,000石            | 加賀國江沼郡和能美郡                            |
| 前田家 | 外樣 | 前田利物 | 70,000石            | 加賀國江沼郡和能美郡                            |
| 前田家 | 外樣 | 前田利考 | 70,000石            | 加賀國江沼郡和能美郡                            |
| 前田家 | 外樣 | 前田利之 | 70,000石↓ 100,000石 | 加賀國江沼郡和能美郡                            |
| 前田家 | 外樣 | 前田利極 | 100,000石           | 加賀國江沼郡和能美郡                            |
| 前田家 | 外樣 | 前田利平 | 100,000石           | 加賀國江沼郡和能美郡                            |
| 前田家 | 外樣 | 前田利義 | 100,000石           | 加賀國江沼郡和能美郡                            |
| 前田家 | 外樣 | 前田利行 | 100,000石           | 加賀國江沼郡和能美郡                            |
| 前田家 | 外樣 | 前田利鬯 | 100,000石           | 加賀國江沼郡和能美郡                            |

## 領地
| 令制國 | 郡     | 領地                                       |
| ------ | ------ | ------------------------------------------ |
| 加賀國 | 江沼郡 | 全域（143村）                              |
| 加賀國 | 能美郡 | 串村、佐見村、日末村、松崎村、島村、馬場村 |

## 註解
1. ↑  大聖寺現為石川縣加賀市大聖寺地區（日语：大聖寺町）[1]。
2. ↑  現行對應地名如下：
  - 池之端本鄉茅町上屋敷現為東京都文京區本鄉7丁目3−11東京大學醫學部附屬醫院[7][8]。
  - 下谷池之端七軒町中屋敷現為東京都台東區池之端2丁目[8]。
  - 千駄木下屋敷現為東京都文京區千駄木3丁目[8]。
  - 土佐堀一丁目現為大阪府大阪市西區土佐堀（日语：土佐堀）和江戶堀（日语：江戸堀）2丁目一帶[6]。
3. ↑  新川郡的領地根據正保3年的《越中四郡高付帳》記載是入膳、上野、青木、八幡、道市、目川和君島，七村總共約4,322石[2]，《越登賀三州志》則加上椚山和吉原，九村的石高總共約4,000石[9]。
4. ↑  那谷村現為石川縣小松市那谷町（日语：那谷村）[1]。
5. ↑  荻生村現為加賀市大聖寺荻生町（日语：荻生村）[1]。
6. ↑  弓波村現為加賀市弓波町（日语：作見村）[1]。
7. ↑  毛合村現為加賀市合河町（日语：動橋町）[1]。
8. ↑  《近世藩制和藩校大事典》稱是無城（日语：城主大名）[11]，《國史大辭典》稱是館持[12]，《藩史大事典》稱是城主格（日语：城主大名）[2]，江戶幕藩大名家事典則稱是城（日语：城主大名）[3]。

## 外部連結
- . kotobank （日语）.